# Clemencia (ort i Colombia, Bolívar, lat 10,57, long -75,32)
Clemencia är en ort i Colombia.   Den ligger i departementet Bolívar, i den norra delen av landet, 700 km norr om huvudstaden Bogotá. Clemencia ligger 67 meter över havet och antalet invånare är 8 775.
Terrängen runt Clemencia är platt åt nordväst, men åt sydost är den kuperad. Runt Clemencia är det ganska tätbefolkat, med 83 invånare per kvadratkilometer. Närmaste större samhälle är Luruaco, 19,8 km öster om Clemencia. Omgivningarna runt Clemencia är huvudsakligen savann.